# 斯帕斯克-梁赞斯基
斯帕斯克-梁赞斯基是俄罗斯梁赞州的一个镇，距离首府梁赞约55公里，人口6,553人（2018年），較2010年減少了15.4%。該地於1629年建立，1778年獲得市鎮地位，1929年改為現名。